# Kanton Vandœuvre-lès-Nancy
Kanton Vandœuvre-lès-Nancy (fr. Canton de Vandœuvre-lès-Nancy) je francouzský kanton v departementu Meurthe-et-Moselle v regionu Grand Est. Tvoří ho pouze městoVandœuvre-lès-Nancy. Zřízen byl v roce 2015.